# Namirea dougwallacei
Namirea dougwallacei is een spinnensoort uit de familie Dipluridae. De soort komt voor in Queensland.